# Jeranuhi Karakaschian

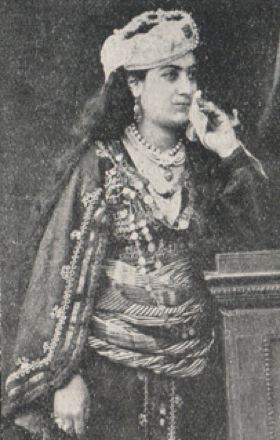
Jeranuhi Karakashian

Jeranuhi Karakaschian (armenisch Երանուհի Գարագաշեան; * 1848 in Üsküdar; † 16. März 1924 in Tbilissi) war eine armenische Schauspielerin. Sie war die ältere Schwester von Verkine Karakaschian.
Erstmals trat Jeranuhi Karakaschian in der Saison 1864–65 im Şark Theater auf, daraufhin im Gedik Paşa Theater (später bekannt als Osmanisches Theater) von Agop Güllü, zuweilen auch im Aziziye Theater in Üsküdar. Von 1868 bis 1878 übernahm sie weibliche Hauptrollen im Gedik Paşa Theater. Sie nahm an Tourneen der Benliyan-Operetten-Truppe nach Edirne, Ägypten (1885 und 1888) und in den Kaukasus (1880) teil. 1888 zog sie sich vom Theater zurück, ließ sich in Tbilissi nieder und heiratete Alexander Argutian.